# Xío
Xío ist eine von fünf Parroquias der Gemeinde Illano in der autonomen Region Asturien im Norden Spaniens. 
Die 23 Einwohner (2011) leben in 11 Gebäuden auf einer Fläche von 4,67 km², was einer Bevölkerungsdichte von 5 Einw./km² entspricht. Die Gemeindehauptstadt Illano ist ca. 18 km entfernt.
Die Gegend um Xío ist für ihre Forellen und Saiblinge bekannt welche hier im Rio Navia gefangen werden. Beeindruckend sind die alten Eichen und Kastanienbäumen am Hang zum Fluss.

## Ortsteile und Weiler
- Xío
- El Alto de Folgueiróu
- Os Canteiros
- As Lleiras
- A Llomba
- As Penas
- El Rebollal
- Os Salgueiros
- El Vao
- Xanxuyán